# Ron Smerczak
Ron Smerczak (1949. március 7. – 2019. május 12.) dél-afrikai színész.

## Filmjei
- House of Whipcord (1974)
- One Away (1976)
- Prisoners of the Lost Universe (1983)
- Torn Allegiance (1984)
- Deadly Passion (1985)
- Master of Dragonard Hill (1987)
- Scavengers (1988)
- Return of the Family Man (1989)
- Amerikai sas (American Eagle) (1989)
- Toxic Effect (1989)
- Burndown (1990)
- The Fourth Reich (1990)
- Amerikai nindzsa 4: Az új küldetés (American Ninja 4: The Annihilation) (1990)
- Ők is a fejükre estek (Kwagga Strikes Back) (1990)
- Sherlock Holmes: Bűntény a Viktória-vízesésnél (Sherlock Holmes: Incident at Victoria Falls) (1992, tv-film)
- Cyborg zsaru (Cyborg Cop) (1993)
- Jock of the Bushveld (1994)
- Szabadesés (Freefall) (1994)
- Trigger Fast (1994)
- A mángorló (The Mangler) (1995)
- Zsaru a Holdról (Lunarcop) (1995)
- Kiáltsd, ez kedves vidék! (Cry, the Beloved Country) (1995)
- Veszélyes vidék (Dangerous Ground) (1997)
- Az elveszett zsaru (Ngo si seoi) (1998)
- Ar, a tündérkirály (Beings) (1998)
- Delta Force: Tiszta célpont (Operation Delta Force 3: Clear Target) (1998)
- Egy veszedelmes fickó (Traitor's Heart) (1999)
- Kin (2000)
- Delta Force 5: Terroristák markában (peration Delta Force 5: Random Fire) (2000)
- The Little Unicorn (2001)
- Szupertitkos küldetés 2: Gyémántcsapda (Witness to a Kill) (2001)
- Glory Glory (2002)
- Pets (2002)
- Stander (2003)
- Halálos ölelés (Dead Easy) (2004)
- Beauty and the Beast (2005)
- Straight Outta Benoni (2005)
- T3I – A titokzatos kastély (The Three Investigators and the Secret of Terror Castle) (2009)
- Finding Lenny (2009)
- Amelia – Kalandok szárnyán (Amelia) (2009)